# 의심분류
의심분류란 미국헌법에서 차별대상이 되는지 의심이 가는 집단을 일컫는 말이다. 법원은 이런 집단에 대해 좀 더 엄격한 심사를 통해 평등권이 침해되었는지를 살피게 된다.

## 의심분류 판단기준
의심분류집단은 편견, 적대감, 스테레오타입, 부정적 시각 등으로 인해 전통적으로 차별받았거나 차별의 대상이 되어 왔다. 또 쉽게 구별이 가는 특징을 가지고 있고 자신들을 정치적 민주절차를 통해 보호하기 어려웠다.

## 의심분류집단
- 인종
- 민족
- 외국인

## 준의심분류집단
- 성별
- 혼외출생

## 의심분류집단이 아닌 경우
- 전과자

## 같이 보기
- 평등보호조항